# 地井武男
地井 武男（ちい たけお、1942年〈昭和17年〉5月5日 - 2012年〈平成24年〉6月29日）は、日本の俳優。本名は同じ。千葉県八日市場市（現：匝瑳市）出身。最終所属はサイプロダクション。身長175cm。体重63kg。

## 来歴・人物

### 所属事務所
俳優座 → どりいみい7 → 沢井プロダクション → サイプロダクション

### 生涯
千葉県匝瑳郡八日市場町（現：匝瑳市）に8人兄弟の末っ子として生まれる。なお、兄弟は長兄以外は全員女性。千葉県立匝瑳高等学校卒業後、石原裕次郎や赤木圭一郎に憧れ、1963年に俳優座養成所へ第15期生として入所。同期には原田芳雄、林隆三、太地喜和子、赤座美代子、前田吟、夏八木勲、高橋長英、竜崎勝、秋野太作、栗原小巻、小野武彦、村井國夫、三田和代などそうそうたるメンバーがいる。
1966年に養成所を卒業。その後は串田和美、吉田日出子らと創立メンバーとしてオンシアター自由劇場でも活躍した。
その後は主にテレビ・映画で活躍。岡本喜八監督『斬る』で映画デビューし、1970年には武田敦監督『沖縄』で映画初主演。以降、主演から脇役、悪役からマイホームパパまで、幅広い役柄を演じ演技派の総合俳優として活躍。特に活動歴の前半には岡本喜八、山本薩夫、今井正らの巨匠による社会派・戦争大作と、日活ニューアクション系の流れを汲む不良性感度の高い作品群が並行しており、その役柄の幅広さを反映している。この二つの源流は、良心のかけらもない狂暴冷血な悪役、誠実そのものの善人役という両極端へと別れていったあと、1981年『月光仮面 THE MOON MASK RIDER』の新興宗教系テロリスト幹部だが良心を捨てきれず粛正される役どころで一種の合一を果たした。1982年から、人気ドラマ『太陽にほえろ!』に、降板する竜雷太の後任として出演、1986年の番組終了まで出演した。以後は自然体な中年男性の役が多くなっていく。やがてテレビにも進出しタレントとしても活躍、バラエティ番組やCMにも出演するようになり、広い世代から認知されていた。
真木沙織（本名：地井佐和子）と1974年に結婚、1女をもうける。真木は2001年6月に乳癌で他界。3年後の2004年2月に真木と面識のあった元モデルの女性と再婚。再婚に関しては、生前の真木が助言をしていたことによる。
1995年末には狭心症を患い、市立札幌病院に1か月ほど入院していた。それ以来、後述する闘病生活まで大病はなかったが、これがきっかけとなり、健康に気を遣うようになり、また再婚を機にタバコもやめた。
日本の四季、自然、植物を愛することでも知られた。それを象徴するかのように、2006年4月3日より、自身のライフワークともいうべき番組となった『ちい散歩』が放送開始。後述の通り2012年に自身が病に倒れて終了するまで、放送1518回、訪問地833か所、総歩数3,227,000歩、総距離数2581.6kmを記録し約6年続く人気番組となった。同番組は昨今の散歩ブームの火付け役となり、本人も「散歩の達人」として知られるようになった。

#### 最期
2012年1月30日、視野が狭くなったため緊急入院し、精密検査を受けた。その後、目の具合はよくなったものの、検査で心臓疾患が判明し、医師から「無理をすれば心不全を引き起こす可能性がある」と診断された。大事を取って芸能活動を休止、治療・療養に専念し、体調を見て復帰時期を決めると発表した。2月15日、当面休養するにあたり、関係者らに以下のコメントを寄せた。

療養に専念するため『ちい散歩』のほか『地井武男の音楽旅行』『和風総本家』といった各レギュラー番組を降板。うち『ちい散歩』は同年2月29日放送分以降、これまでの放送分から厳選・再編集した名場面集を中心に放送したが、療養長期化のため70歳の誕生日の前日である5月4日を最後に放送終了、最終回では本人直筆によるお礼のメッセージが読み上げられた。また『音楽旅行』では3月以降、布施博ら役者仲間や共演者らが月替わりでパーソナリティを務める形で継続していたが、結局9月30日をもって番組終了となった。
2012年6月29日午前7時5分、東京都港区の病院にて心不全のため逝去。70歳没。入退院を繰り返していたが、6月の入院中も病室でストレッチをして、亡くなる前日まで家族や事務所関係者らと談笑するなど、元気そうな様子であった。また1月から2か月間の入院時は「闘病日記」をノート3冊分に書き留めていた。

訃報に際し、俳優座の同期であり「どりいみい7」の盟友ら（前田・林・小野）のほか、田中邦衛・左とん平・萬田久子らも続々とその死を悼んだ。また、番組を引き継いだ加山雄三は「彼とは5年も一緒に時代劇をやっていたので、体調を崩して散歩を続けられないと聞いた時、いずれ戻ってくるまで、僕に出来ることなら頑張ってみようと番組をお引き受けしました。ゆっくり静養してもらおうと思っていたのに、まさかこんなことになるとは…大変ショックです」とコメントした。
地井の生涯最後の仕事となったのは『ちい散歩』で調布市布田（日活撮影所が所在）を散歩した回（2012年2月21日放送）の撮影だった。

また、テレビ朝日『土曜ワイド劇場』で2012年秋に放映予定だったスペシャルドラマ『大崎郁三の事件散歩』は遺作となり、逝去翌日の6月30日に追悼番組として繰り上げて放送された。
2013年9月17日、『かぐや姫の物語』の製作記者会見にて、2011年夏に“竹取の翁”役の声優としてアテレコに参加（収録済み）していたことが、製作者サイドより明らかにされた。従ってこの作品は遺作となった。なお、死後、作品完成間近にセリフの変更や息づかいの調整が行われた計6シーンの再収録（アフレコ）にあたっては、三宅裕司が代役を務めた。
通夜と葬儀・告別式は近親者のみで行われた。同年8月6日には東京・青山葬儀所にてお別れの会（発起人：田中邦衛・早河洋・渡哲也）が開かれ、地井と親交のあった著名人ら800人、一般も含め約2300人が訪れ、最後の別れをした。『北の国から』で共演し、発起人も務めた田中は、

ちい兄ぃ、俺ら、何度言われてもまだ信じられない。

昨年秋には我が家に来てくれたり、暮れには贈り物をたくさんもらったり……。あれは別れに来たのか……。

3カ月前の4月には電話もくれた。手紙もくれた。ちい兄ぃ……ごめんな。

……会いたいよ……。ちい兄ぃ、会いたいよ!

と霊前に語りかけ嗚咽（）した。また、地井と長く親交があった水谷豊は「地井先輩、最後に入院する前、僕の事を抱きしめながら、“ありがとう、豊ちゃん“とかすれた声で言いましたね。その時の温もりは僕の宝物です。」と語りかけた。

#### 没後
お別れの会が終わった５日後の2012年8月11日には、テレビ朝日系にて追悼特別番組『追悼・地井武男さん…「想い出をありがとう 今夜、最後のお別れ」』が放送された。
2013年7月25日には、匝瑳市にある実家近くの空き店舗を改修し、ゆかりの品を集めた記念館「地井武男ふれあい記念館 ちいちい茶屋」が3年間の期間限定でオープンした。当初の予定通り2016年の同日をもって営業を終了し、展示内容の一部は八日市場駅前にある観光案内センター「匝り（）の里」にて展示されている。

### 逸話
- 生家は青果業を営んでいたため、武男も手伝いで秋葉原駅前の神田青果市場へ買い付けへ行くことがあった。地元の名士と言われた存在の父親[5]がソフトテニスプレイヤーで自宅にテニスコートがあったことから練習に励み、中学・高校時代はソフトテニス部で活躍し、インターハイにも出場経験がある[36]。
- 趣味はゴルフと絵画。特に絵画は美術展に出展するほどの腕前[9]で、絵画に凝りだしたきっかけは、小学5・6年生の頃に余りの腕白振りだったことから、情操教育として父に絵画を習いに行かされたことで、それ以来クレヨンと水彩絵具はいつも持ち歩くようになったという[37]。『ちい散歩』（テレビ朝日）では毎回、散歩の終わりに絵手紙を綴っていた（『ちい散歩地井さんの絵手紙』シリーズ（新日本出版社）にここで紹介された作品を掲載）。
- 嗜好としては、鳥やクルマが好きであった。鳥に関しては、フクロウが特にお気に入りであり、自宅に置き物を50体も置くほどであった[8]。クルマに関しては、特に先輩にフォード・コーティナを譲ってもらって以来の英国車好きで、トライアンフ・スタッグを所有していた時期があった[38][リンク切れ]。
- 蕎麦好きで、「芸能界きっての蕎麦通」として『地井武男そば三昧ひとり旅』という旅番組が放送されたことがある[39]。
- 『ビートたけしのつくり方』（フジテレビ系）などでコントにも出演していたが、オチの後にアドリブで続けようとし、たけしにダメだしされることが何度かあった[出典無効]。
- 『太陽にほえろ!』で、刑事役と犯人役[注釈 4]を演じた俳優であり、刑事役でレギュラー出演が決まった際の記者会見でボスの石原裕次郎から過去に犯人役で出演していた[注釈 5]ことを明らかにされた[注釈 6]。ちなみに犯人役を務めたエピソードは、現在作品リストからは完全に除外され欠番扱いとなっている[40]。
- 青木宏之の元で空手の猛稽古をしていた。
- プロ野球・元読売ジャイアンツ投手の城之内邦雄と親戚関係（地井の姉が城之内の兄の妻）にあり[41]、かつて城之内邦雄邸に居候していたことがある[5]。城之内邸に居候していた理由は、城之内邸が空き巣に入られる事件があったためである[41]。しかし、本人は晩年に東北楽天ゴールデンイーグルスのファンになった[42][出典無効]。
- 「チイチイ」という愛称は、ダウンタウン司会の新春特番『ダウンタウンのハッピーニューイヤーンバカーン』（日本テレビ系）での罰ゲームにてパンダの着ぐるみを着て喫茶店に入店し、その際店内の呼び出し放送で「パンダのチイチイ様」と呼ばれたことがきっかけ[43]。
- 『北の国から2002・遺言』で、地井演じる「中畑和夫」が田中演じる「黒板五郎」に対し、妻がガンにより余命宣告を受けたことを打ち明けるシーンがある。このシーンを撮影する2か月前、実際に妻をガンで亡くしている。撮影中にも亡くなった妻のことが脳裏から離れず、涙が止まらなくなりNGを出してしまったという。放送されたシーンでも、大量の涙と鼻水を垂れ流しながら演じており、ファンの間でも語り草[44]で「迫真の演技」と評される[45]。田中邦衛も、「『遺言』のシーンが思い出されて……」と追悼コメントとして触れた[44][45]。
- 大のブランコ好きで『ちい散歩』収録中でも見つけると必ず試し乗りし、同様に油揚げ・はんぺん・豆腐にも目がなく豆腐屋を見掛けると必ず立ち寄るほどであった[46]。
- 地元匝瑳市の観光大使を2006年11月から務めていた[47][48]。また、毎年8月の八重垣神社祇園祭が行われる際には必ず帰省し、祭りに参加することでも有名で、その模様は『ちい散歩』でも見ることが出来た。2010年9月25日のゆめ半島千葉国体開会式（千葉マリンスタジアム〈現・ZOZOマリンスタジアム〉）にも参加した。国体には地元から有志930人が参加し、拍子木で合図を出し、お囃子（）を披露した[49]。
- 晩年は植物の植樹活動にも尽力し、2011年、匝瑳市の天神山公園にドングリなどの苗木を市民らと植樹し、植樹した部分を自ら「ちいちいの森」と命名した[50]。この模様は『ちい散歩』や追悼特番でも放送された。
- 声優の花澤香菜も地井のファンの一人であり、自身のラジオ番組が放送50回目を達成した際、お祝いのコメントと共にラジオを長く続けるためのヒントをもらい[51]、それが現在の活躍につながっているという（NHK総合『うたコン』2021年9月21日放送より）[52]。

## 出演作品

### テレビドラマ
- 七人の刑事（TBS）
  - 第256話「二人だけの銀座」（1967年）
  - 第375話「時計」（1969年）
- レモンのような女 第6話「そばとオハジキ」（1967年、TBS / 国際放映）
- 太陽野郎（1967年 - 1968年、NTV / 東宝） - 犬丸万平
- 四回戦ボーイ（1968年、NHK総合）
- われら弁護士 第10話「逃げた英雄」（1968年、NTV）
- 三匹の侍 第6シリーズ 第18話「裏切りの季節」（1969年、CX） - 矢部兵馬
- 五人の野武士 第22話「陰謀」（1969年、NTV / 三船プロ） - 若尾春彦
- ザ・ガードマン 第211話「ヘリコプター強盗団」（1969年、TBS / 大映テレビ室）
- プロフェッショナル（1969年 - 1970年、TBS / NAC） - 吉田
- 大江戸捜査網 第6話「火の海からの脱出」（1970年、12ch / 日活） - 筑波
- ただいま同居中 第8話「人馬は進む」（1970年、TBS / 大映） - 今井大助
- 銭形平次（CX / 東映）
  - 第199話「暮六つの鐘」（1970年） - 彦太
  - 第309話「裏切り者」（1972年） - 太𠮷
- ポーラテレビ小説（TBS）
  - 花もめん（1970年 - 1971年） - 山本幸次
  - お登勢（1971年） - 浅川繁
- 火曜日の女シリーズ 花は見ていた（1971年、NTV / ユニオン映画）
- 大忠臣蔵（1971年、NET / 三船プロ） - 皆川庄六
- おらんだ左近事件帖 第17話「お祭り安吉」（1972年、CX / 東宝） - 平三
- キイハンター 第230話「殺し屋グラマー大行進!」（1972年、TBS / 東映） - 氷川
- シークレット部隊 第22話「危機一髪! 馬泥棒一家」（1972年、TBS / 大映テレビ） - 滝田
- 荒野の素浪人 第1シリーズ 第45話「死闘 傷だらけの駒木峠」（1972年、NET / 三船プロ） - 市来新兵衛
- 太陽にほえろ!（NTV / 東宝）
  - 第19話「ライフルが叫ぶとき」（1972年） - 高野（殺人犯）[注釈 7]
  - 第526話「井川刑事着任!」 - 第718話「そして又、ボスと共に」（1982年 - 1986年） - 井川利三巡査部長（トシさん）
  - 太陽にほえろ! PART2（1986年 - 1987年） - 井川利三（トシさん）
- 飛び出せ!青春 第37話「結局はタダの人間なのか先生も!!」（1972年、NTV / 東宝） - 木本至教諭
- 赤ひげ 第12話「冬の宿」（1973年、NHK総合） - 村次
- 眠狂四郎 第15話「三度笠の女は燃えた」（1973年、KTV / 東映）
- 泣くな青春 第14話「10年目の対決」（1973年、CX / 東宝）
- 遠山の金さん捕物帳 第144話「海の向うから来た女」（1973年、NET / 東映） - 張
- 荒野の用心棒 第3話「兇弾は女地獄に炸裂して…」（1973年、NET / 三船プロ） - 本田義忠
- 非情のライセンス 第1シリーズ 第24話「兇悪の回路」（1973年、NET / 東映） - ボンバー
- 勝海舟（1974年、NHK総合） - 岩次郎
- 電撃!! ストラダ5（1974年、NET / 日活） - 殿村幻次郎（オリオン / ストラダ2）
- 江戸の旋風（1975年、CX / 東宝） - 三保木大学
- 新・七人の刑事（1975年、TBS）
- 水戸黄門（TBS / C.A.L）
  - 第4部 第15話「津軽哀歌 -青森-」（1973年4月30日） - 佐吉
  - 第6部 第28話「めぐり逢い -鎌倉-」（1975年10月6日） - 勝三郎
  - 第8部 第22話「海鳴り龍王岬 -高知-」（1977年12月12日） - 亀蔵
  - 第17部 第5話「男十手の木曽節仁義 -妻籠-」（1987年9月28日） - 平太
- はぐれ刑事 第1話「銃弾」、第11話「氷雨」（1975年、NTV / 国際放映） - 吉田刑事（本庁）
- 刑事物語・星空に撃て!（1976年、CX） - 高津功一
- 日本の戦後 第5話「一歩退却二歩前進 二・一ゼネスト前夜」（1977年、NHK総合） - 伊井弥四郎
- 華麗なる刑事 第25話「さびた手錠」（1977年、CX / 東宝） - 三杉喬
- 塚本次郎の夏（1977年10月13日、NHK総合）[54] - 塚本正一
- 風が燃えた（1978年、TBS）
- 俺たちの祭 第7話「季節の香り」、第18話「幸福の時」（1978年、NTV / ユニオン映画） - 左右田一馬
- 大都会 PARTII 第50話「射殺命令」（1978年、NTV / 石原プロ） - 吉田達男
- 大空港 第24話「特捜部対ヤクザの斗い パートII」（1979年、CX / 松竹） - 沢木新太郎（半田組幹部）
- 江戸の激斗（1979年、CX / 東宝） - 江藤燐兵
- 騎馬奉行（1979年 - 1980年、KTV / 東映） - 早瀬大二郎
- 若き日の北條早雲（1980年、ANB / 東映） - 在竹兵衛
- 木曜ゴールデンドラマ / ガン回廊の朝 現代の戦場（1980年、YTV）
- 江戸の用心棒 第23話「吉良邸討ち入り」（1981年、CX / 東宝 / 映像京都） - 清水一学
- 鬼平犯科帳 第2シリーズ 第22話「暗剣白梅香」（1981年、ANB） - 金子半四郎
- 時代劇スペシャル （CX）
  - 牢獄の花嫁（1981年） - 羅門塔十郎
  - 佐武と市捕物控（1981年 - 1982年） - 田辺誠一郎
  - 剣客商売 辻斬り（1982年） - 三浦金太郎
- 岡っ引どぶシリーズ（1981年 - 1991年、CX） - 鼠小僧次郎吉
- 北の国からシリーズ（CX）- 中畑和夫
  - 北の国から（1981年 - 1982年）
  - 北の国から'83 冬（1983年）
  - 北の国から'84 夏（1984年）
  - 北の国から'87 初恋（1987年）
  - 北の国から'89 帰郷（1989年）
  - 北の国から'92 巣立ち（1992年）
  - 北の国から'95 秘密（1995年）
  - 北の国から'98 時代（1998年）
  - 北の国から2002 遺言（2002年）
- 立花登 青春手控え（1982年、NHK総合） - 藤吉
- 火曜サスペンス劇場 / バックミラーの中の女（1982年、NTV） - 主役の同僚
- 春の傑作推理劇場 / 松本清張の薄化粧の男（1982年、ANB / 松竹）
- アルザスの青い空（1985年、CX）
- ドラマ人間模様 / 樋口一葉〜われは女成りけるものを…（1985年11月 - 12月、NHK総合）
- 連続テレビ小説 / はね駒（1986年、NHK総合） ‐ 津村誠吾
- 水曜ドラマ / イキのいい奴（1987年、NHK総合）
- 少女コマンドーIZUMI（1987年、CX） - 藤原英二
- 時間ですよシリーズ（TBS） - 平沼幸三郎
  - 時間ですよふたたび（1987年6月 - 8月）
  - 時間ですよたびたび（1988年7月 - 10月）
  - 時間ですよ新春スペシャル（1989年、1990年1月2日）
  - 月曜ドラマスペシャル 時間ですよ殺人事件!（番外編、1990年10月15日）[54]
- 新選組・前編「沖田総司愛と青春の時、池田屋前夜、恋に生き!剣に生き!幕末青春群像」（1987年、ANB）
- 君が嘘をついた（1988年、CX） - 丹波洋介
- なまいきスチュワーデス物語（1989年、TBS) - 松林弥太郎
- 裸の大将 第32話「清の雪ん子ドサン娘物語」（1989年、KTV / 東阪企画） - 正夫
- 刑事貴族シリーズ（NTV / 東宝） - 武田秀彦警部補（タケさん）
  - 刑事貴族（1990年 - 1991年）
  - 刑事貴族2（1991年 - 1992年）
  - 刑事貴族3（1992年）
- 金曜ドラマシアター / NASA〜未来から落ちてきた男〜（1991年、CX）
- 土曜ワイド劇場（ANB→EX）
  - ドライバースクール殺人事件（1991年、ABC） - 黒木浩介
  - 棟居刑事シリーズ - 横渡武
    - 第1作「棟居刑事のラブアフェア」（1996年）
    - 第2作「棟居刑事の復讐」（1997年）

  - 江戸ッ子探偵殺人案内（1997年 - 1999年） - 山内鬼一
  - 鉄道捜査官（2000年 - 2010年） - 倉田剛
  - 大崎郁三の事件散歩（2012年） - 大崎郁三
- 幸せになりたい!平成嵐山一家（1992年、TX）
- 影狩り（1992年、CX） - 乾武之進（日光）
- 新選組 池田屋の血闘（1992年、TBS） - 土方歳三
- ドラマ30
  - 娘からの宿題（1993年、CBC）
- ドラマ新銀河  / 湯の町行進曲（1994年、NHK総合） - 新谷謙
- 輝け隣太郎（1995年、TBS） - 門脇源次
- 火曜サスペンス劇場 / 当番弁護士（1995年、NTV）
- 官僚たちの夏（1996年、NHK総合） - 今井善衛
- NHKドラマ館 / 少年たち（1998年、NHK総合）
- 月曜ドラマスペシャル / 水上署の源さん（1999年2月、TBS） - 門脇源次
- 笑ゥせぇるすまん「マンガニア」（1999年、ANB） - 中念宅次
- 鬼平犯科帳 第9シリーズ 第3話「男の隠家」（2001年） - 玉村の弥吉 役
- 女と愛とミステリー→水曜ミステリー9（TX）
  - 監察医・篠宮葉月 死体は語る 第1作 - 第9作（2001年 - 2008年） - 仙道篤志
  - 猪熊夫婦の駐在日誌（2005年 - 2007年） - 猪熊喜三郎
- 愛は終わらんバイ（2001年、TNC）[54]
- ハコイリムスメ!（2003年、KTV）
- ほんとにあった怖い話 「父の想い」（2003年） - 斉藤真利江の父
- 赤い月（2004年、TX） - 塚本
- 土曜ドラマ / 新マチベン 〜オトナの出番〜（2007年、NHK総合 / BShi） - 岡村重勝
- 金曜ナイトドラマ / 未来講師めぐる（2008年、EX） - 吉田中吉

### 映画
- 斬る（1968年、東宝） - 吉田弥平次
- 赤毛（1969年、東宝） - 斥候
- 沖縄（1970年） - 島袋三郎
- 非行少年 若者の砦（1970年、日活） - 斥候
- 反逆のメロディー（1970年、日活） - 星野
- 野良猫ロック ワイルド・ジャンボ（1970年、日活） - タキ
- 戦争と人間（日活） - 徐在林
  - 戦争と人間 第一部 運命の序曲（1970年）
  - 戦争と人間 第二部 愛と悲しみの山河（1971年）
- 大幹部 ケリをつけろ（1970年、日活） - 中里
- 新宿アウトロー ぶっ飛ばせ（1970年、日活） - カモメ
- 野良猫ロック 暴走集団'71（1971年、日活） - 隆明
- 東宝8.15シリーズ（東宝）
  - 激動の昭和史 沖縄決戦（1971年） - 小倉曹長[55][注釈 8]
  - 海軍特別年少兵（1972年） - 工藤上曹
- 八月の濡れた砂（1971年、日活） - 井手
- 不良番長シリーズ（東映）
  - 不良番長 手八丁口八丁（1971年） - サッポロ
  - 不良番長 突撃一番（1971年） - モグラ
- 蜘蛛の湯女（1971年、大映東京） - 寅蔵
- ギャング対ギャング 赤と黒のブルース（1972年、東映） - 染井大介
- 現代やくざ 人斬り与太（1972年、東映） - 安夫
- どぶ川学級（1972年） - 桑山
- エロスの誘惑（1972年、日活）- 庄司
- 赤い鳥逃げた?（1973年、東宝） - 長谷川
- ゴキブリ刑事（1973年、東宝 / 石原プロ） - 武井信夫
- 修羅雪姫（1973年、東宝） - 正景徳市
- 濡れた荒野を走れ（1973年、日活）- 原田五郎
- 放課後（1973年、東宝） - 北沢研二
- 前科おんな 殺し節（1973年、東映） - 浜田鉄
- 日本沈没（1973年、東宝） - ヘリ操縦士[57]
- 必殺仕掛人 春雪仕掛針（1974年、松竹） - 定六
- 炎の肖像（1974年、日活） - 星野正弘
- ともだち（1974年、日活児童映画） - 戸山先生
- 阿寒に果つ（1975年、東宝）- 殿村知之
- 港のヨーコ・ヨコハマ・ヨコスカ（1975年、松竹） - 高野明
- 新仁義なき戦い 組長最後の日（1976年、東映） - 寒川松蔵
- 沖縄やくざ戦争（1976年、東映） - 石川隆信
- 大空のサムライ（1976年、東宝） - 滝一飛曹[56]
- 犬神家の一族（1976年、東宝 / 角川春樹事務所） - 犬神佐武
- 青春の殺人者（1976年、ATG） - 日高徹
- 広島仁義 人質奪回作戦（1976年、東映） - 柏木保
- 二つのハーモニカ（1976年、近代映画協会）
- 北陸代理戦争（1977年、東映） - 仲井隆士
- 新宿酔いどれ番地 人斬り鉄（1977年、東映） - 竹内（柳田組幹部）
- 日本の仁義（1977年、東映） - 富樫
- やくざ戦争 日本の首領（1977年、東映） - 川端係長（大阪府警捜査四課）
- 坊っちゃん（1977年、松竹） - 山嵐
- 新・女囚さそり 特殊房X（1977年、東映） - 梶木一郎
- 人間の証明（1977年、東映） - 草場刑事
- 愛の嵐の中で（1978年、東宝） - 三村
- ダブル・クラッチ（1978年、松竹） - 木島巧
- 聖職の碑（1978年、東宝） - 征矢隆得
- 黄金の犬（1979年、大映） - 田沼良一
- あゝ野麦峠（1979年、東宝） - 政井辰次郎
- 天使のはらわた 名美（1979年、にっかつ） - 村木哲郎
- トラック野郎・熱風5000キロ（1979年、東映） - ノサップ
- 遠い明日（1979年、東宝） -大野木弁護士
- 遙かなる走路（1980年、松竹） - 菅隆俊
- 月光仮面 THE MOON MASK RIDER（1981年、日本ヘラルド映画） - 黒木公明
- 男はつらいよ 寅次郎紙風船（1981年、松竹） - 小田島健吉
- ひめゆりの塔（1982年、東宝） - 石井曹長
- F2グランプリ（1984年、東宝） - 島田充男
- 『ビー・バップ・ハイスクール』シリーズ（1985年 - 1988年、東映） - 鬼島
  - ビー・バップ・ハイスクール（1985年）
  - ビー・バップ・ハイスクール 高校与太郎哀歌（1986年）
  - ビー・バップ・ハイスクール 高校与太郎行進曲（1987年）
  - ビー・バップ・ハイスクール 高校与太郎狂騒曲（1987年）
  - ビー・バップ・ハイスクール 高校与太郎音頭（1988年）
  - ビー・バップ・ハイスクール 高校与太郎完結篇（1988年）
- 道（1986年、東映） - 幸男
- 十手舞（1986年、松竹） - 牙の伝蔵
- せんせい（1989年、松竹） - 高見透
- ボクが病気になった理由（1990年、アルゴプロジェクト） - 田中益男
- カンバック（1990年、松竹） - 清次
- 極道ステーキ（1991年、東映ビデオ）
- ロード（1996年、『ロード』製作委員会）- 塗装屋社長

### 舞台
- 志村魂（志村けん一座によるコント公演）
  - 志村魂（第1回、2006年4月。東京芸術劇場中ホール、名古屋・中日劇場）
  - 志村魂2（2007年6月 - 7月。東京芸術劇場中ホール、名古屋・中日劇場）

### テレビアニメ
- SAMURAI SPIRITS 〜破天降魔の章〜（1994年、フジテレビ系） - 柳生十兵衛 役
- ノイタミナ / 海月姫（2010年、フジテレビ系） - 地井武男（本人役）
劇中登場人物が所有するグッズの肖像として登場しており、声は出さない。クレジットでは" 特別出演"と記載されている。

### 劇場アニメ
- きかんしゃ やえもん（2009年（とびだす!3D東映アニメまつり）） - やえもん
- かぐや姫の物語（2013年、東宝） - 翁 
遺作。生前の2011年当時にプレスコ方式により、体調を崩す前に収録が行われた。一部代役を三宅裕司が務めた[58]。

### ラジオ
- ぶんか茶屋土曜開店18時（文化放送）
  - ぶんか茶屋パート2（文化放送）
- 地井武男の音楽旅行（文化放送）

ラジオドラマ
- ぼんくら・日暮らし（2005年10月 - 2006年3月、ABCラジオ） - 久兵衛 役

### CD
- まだまだ（シングル・1995年）BMGジャパン（現アリオラジャパン）
- このまま風に吹かれて（シングル・1996年）日本クラウン
- Oh!散歩日和（生稲晃子とのデュエット曲。シングル・2008年）日本クラウン

### DVD
- 放課後（2006年5月発売、東宝ビデオ） - 既に芸能界を引退していた、主演の栗田ひろみと共にオーディオコメンタリーに参加

### バラエティ
- BSジャズ喫茶（NHK BS2） - 司会
- にっぽん力検定→双方向クイズ にっぽん力（NHK BS2・BS-hi） - 司会
- とんねるずのみなさんのおかげです （フジテレビ）
- 発明将軍ダウンタウン（日本テレビ） - 審査員だが、番組では「第3のダウンタウン」とも呼ばれた
- ちい散歩（テレビ朝日）[59]
- 旅の香り（テレビ朝日）
- 七人のサムライ J家の反乱（朝日放送） - ジャニーズJr.と共演
- 長野朝日放送開局20周年記念特別番組 キッセイ薬品スペシャル 安曇野わんぱく日和〜槍ヶ岳に挑む・湧水に遊ぶ・田園列車の旅〜[60]（長野朝日放送、2011年5月29日）
- そこが知りたい（TBS） - リポーター
- 世界ウルルン滞在記（毎日放送）
- クイズところ変れば!?（テレビ東京）
- 今夜もイッキに大回転!!（テレビ東京）
- 和風総本家（テレビ大阪）
- 志村けんのバカ殿様（フジテレビ）

### 情報番組
- 趣味悠々（NHK教育）
- おしゃれ工房 先生は有名人〜地井武男のクレヨン絵画（NHK教育テレビ）
- ザ!情報ツウ（日本テレビ） - コメンテーター
- スーパーモーニング（テレビ朝日） - コメンテーター
- 地井さん父娘でニューヨーク散歩!僕らの青春 ウエスト・サイド・ストーリー（テレビ朝日、2009年6月14日）
- 静岡朝日テレビ開局25周年特別番組 地井武男のとれたて!駿河湾〜人情ふれあい旅（静岡朝日テレビ、2003年8月19日）[61]
- 地井武男そば三昧ひとり旅（静岡朝日テレビ、2004年7月6日）[39]
- 継がれゆくもの〜地井武男のにんげん散歩〜（新潟テレビ21、2006年10月9日）
- ぼくらの時代（仙台放送ほかFNS東北・新潟各局）
- チィチィのおウチ探偵ホームズ（テレビ西日本ほかFNS九州・沖縄各局）

### CM
テレビCM
- トヨタ自動車
  - 「コロナEXiV」ナレーション（1990年）
- ハウス食品
  - 「五目ごはんの素」（1992年）
  - 「デリッシュカレー」（1993年） - 柴俊夫と共演
  - 「こんがりポテトチップスTheじゃが」（1995年） - Melodyと共演
- 全薬工業
  - 「ドックマン」
  - 「新リコリス・ゼンヤク」
- ジャパンエナジー（現：ENEOS）「JOMOサービスステーション」 - 『おやっさん』と慕われる店員役。店長役の中村雅俊、同じく店員役のヒロミらと共演した。1990年代。
- みちのく銀行（現：青森みちのく銀行）
- アメリカンホームダイレクト保険会社「これからだ」
- おやつカンパニー「カラカリベビースター」 - 「ひと袋」をもじった「ヒトフクロウ」として出演。CM中「首から下は地井武男」とアピールしているが、アフレコのみならずフクロウの頭部のかぶり物も本人が実際にかぶって出演した。
- キリンビール「キリン北陸づくり」（※北陸3県限定）
- SNK・NEOGEO
  - 「真サムライスピリッツ 覇王丸地獄変」 - 柳生十兵衛 役
  - 「ネオジオCD」 - 千葉麗子と共演
- 全薬工業 ※ラジオCM
- SANKYO
- アキュラホーム「ジャーブネット」
- カシオ計算機「プリン写ル」（2010年）
- ゼンショー「すき家」（2011年） - 原田泰造らと共演。これが生涯最後のCM出演となった。

## 書籍
- TVJapan（東京ニュース通信社） - 2009年2月号「日本縦断!お国自慢」（VOL.37「千葉県」編）

## イベント
- 八重垣神社祇園祭（匝瑳市、毎年8月4日・5日）
- ゆめ半島千葉国体総合開会式（2010年9月25日、千葉マリンスタジアム）[49]

## 受賞歴
- 第27回毎日映画コンクール男優演技賞（1973年） - 『海軍特別年少兵』『どぶ川学級』での演技に対して
- 匝瑳市民栄誉賞（2010年2月）[62]